# العزاب الفاسدون (رواية)
العزاب الفاسدون هي إحدى روايات الروائية الأمريكية دانيال ستيل (بالإنجليزية Toxic Bachelors) وهي من الروايات الرومانسية.

## نبذة قصيرة
تدور أحداث الرواية عن ثلاثة أصدقاء لا يحبون الارتباط بعلاقات جدية مع النساء حيث لكل منهم مخاوفه وأوجاعه من الماضي، إلا أن ثلاثتهم يقعون في الحب في وقت واحد تقريبا ويجتمعون معا ليواجهوا مخاوفهم من الماضي ويقرروا ما سيفعلون في مستقبلهم.